# Humberto Delgado
Humberto da Silva Delgado (Brogueira, 15. svibnja 1906. – kraj Olivença, 13. veljače 1965.), portugalski general zrakoplovstva i političar.
Rodio se u uglednoj obitelji, a imao je i tri sestre. Već s 10 godina počinje vojnu karijeru, i školovanje za profesionalnog vojnika. No, iako je bio najmlađi general u povijesti Portugala, bio je pristaša demokracije i promjena u dotadašnjem desničarskom režimu kojem su na čelu bili PIDE i diktator Antonio de Oliveira Salazar.
Kad je 1958. godine iznio kandidaturu za položaj predsjednika Portugala, bio je izložen raznim prijetnjama i pritiscima. Ipak je osvojio 25% glasova, no svi su tvrdili da je on zapravo pobijedio na izborima. Razlog tim tvrdnjama je to da su kutije na režimskoj listi punili pripadnici tajne policije. U jednom intervjuu upitan je što će učiniti sa Salazarom ako osvoji vlast, odgovorio je "Obviamente, demito-o!" (Očito, otpustit ću ga!).
Prognan je u egzil, a u njemu je osnovao Portugalski narodnooslobodilački front. Ubijen je s tajnicom blizu mjesta Olivenza, na granici država Portugala i Španjolske.